# 盐井口水库
盐井口水库是中国重庆市梁平县屏锦镇境内的一座水库，位于长上干小支流七间河上，建于1972年。水库正常库容为1605万立方米，集雨面积为55平方千米，海拔为505.7米。